# Бергельсон, Аркадий Борисович
Аркадий Борисович Бергельсон (3 ноября 1919, Звенигородка, Киевская губерния — неизвестно) — советский архитектор. Лауреат Государственной премии СССР (1980) и премии Совета Министров СССР (1973).

## Биография

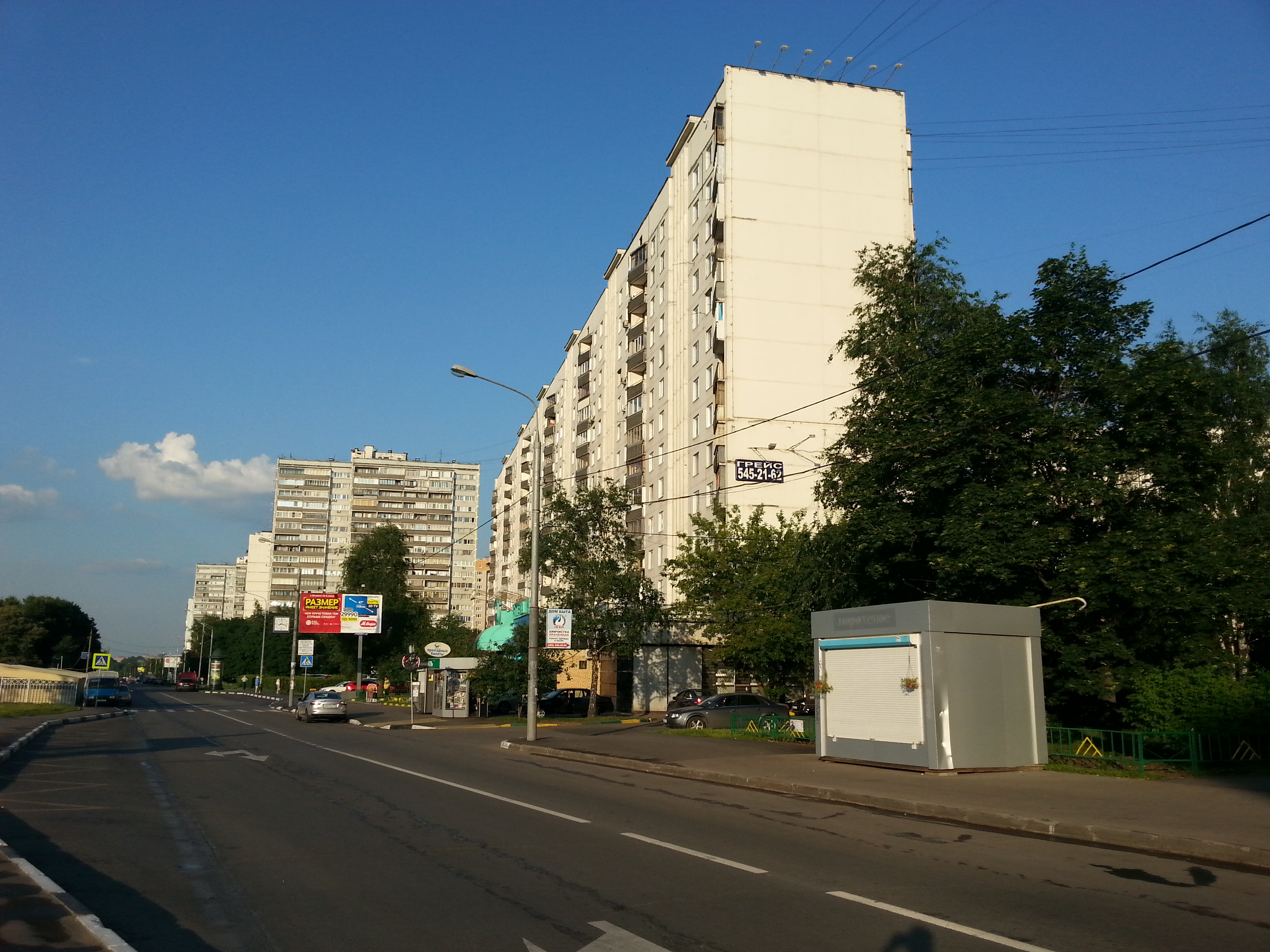
Застройка Давыдкова (Славянский бульвар)

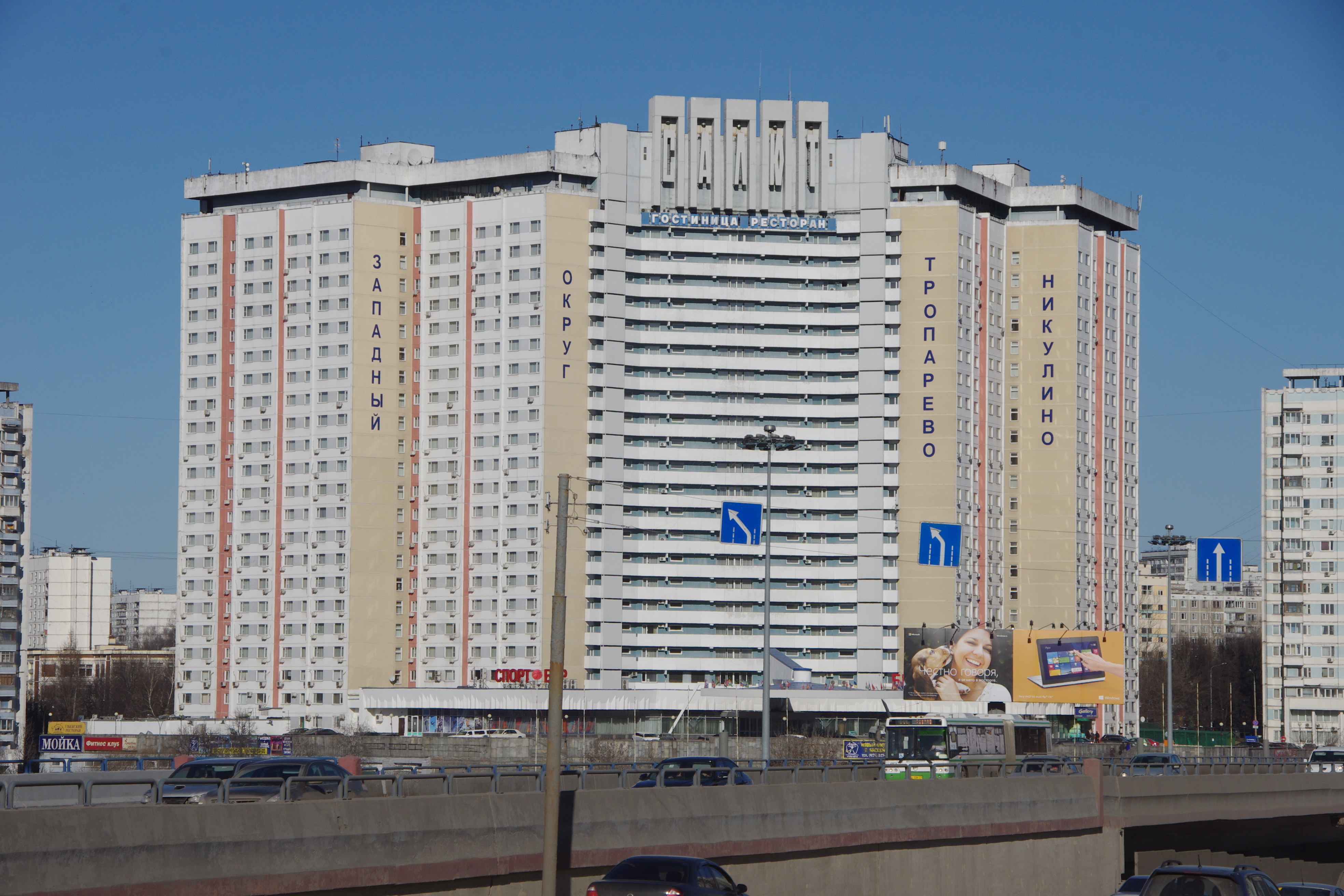
Гостиница «Салют»

Родился 23 ноября 1919 года в городе Звенигородка (ныне Украина). В 1942 году окончил архитектурный факультет Новосибирского инженерно-строительного института.
После окончания института работал в различных проектных организациях Москвы. Работал в управлении строительства Дворца Советов, на строительстве МГУ, в архитектурной мастерской «Моспроекта-1». С 1962 года работал в МНИИТЭП, где занимался проектированием крупнопанельных домов. С начала 1970-х годов руководил мастерской № 3.
Член Союза архитекторов СССР с 1947 года. Член комиссии правления Московского отделения Союза архитекторов по жилищу. Участник архитектурных конкурсов.
Жил в Москве по адресу: Ленинградский проспект, 75Б.

## Работы
- Здание химического факультета МГУ[2]
- Гостиница «Октябрьская» (ныне «Арбат») в Плотниковом переулке[2]
- 12-этажный панельный дом с магазином «Людмила» на улице Чкалова, 41 (1964—1965; совместно с З. М. Розенфельдом и А. Б. Самсоновым)[5]
- Крупнопанельные жилые дома на Нижней Сыромятнической улице, на Русаковской улице и на Ленинском проспекте[2]
- Жилой комплекс в Давыдкове[2]
- 22-этажные жилые дома в Тропарёве (совместно с А. Б. Самсоновым)[2][6]
- Жилые дома у метро «Юго-Западная»[2]
- Застройка 45-го квартала Тропарёва (в составе коллектива)[2]
- Типовой проект 15-этажного административного здания[2]
- Типовой проект гостиницы[2]
- 22-этажный олимпийский гостиничный комплекс «Салют» в 45-м квартале Тропарёва[2] (совместно с А. Б. Самсоновым и А. П. Зобниным)
- Олимпийская деревня (совместно с А. Б. Самсоновым, В. И. Коркиной и И. Новицкой под руководством Е. Н. Стамо)

## Награды и премии
- Государственная премия СССР (1980) — за архитектуру южной части района Тропарёво в Москве (в составе коллектива)[7]
- Премия Совета Министров СССР (1973) — за проектирование и строительство жилого комплекса вдоль Минского шоссе в Давыдкове (в составе коллектива)[8][2]